# فیل‌های جنگی ایرانی

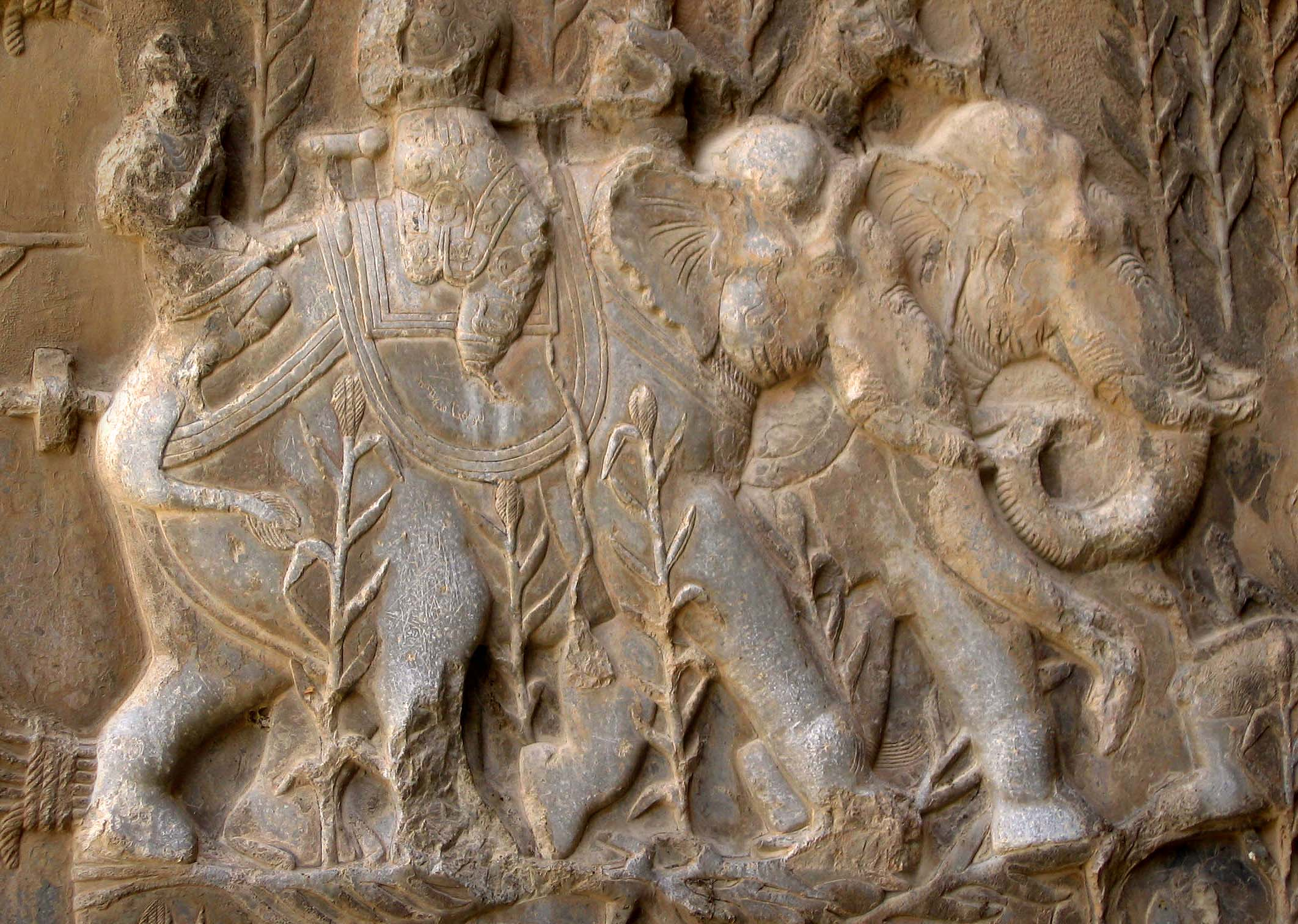
فیل‌های جنگی در طاق بستان، ایران

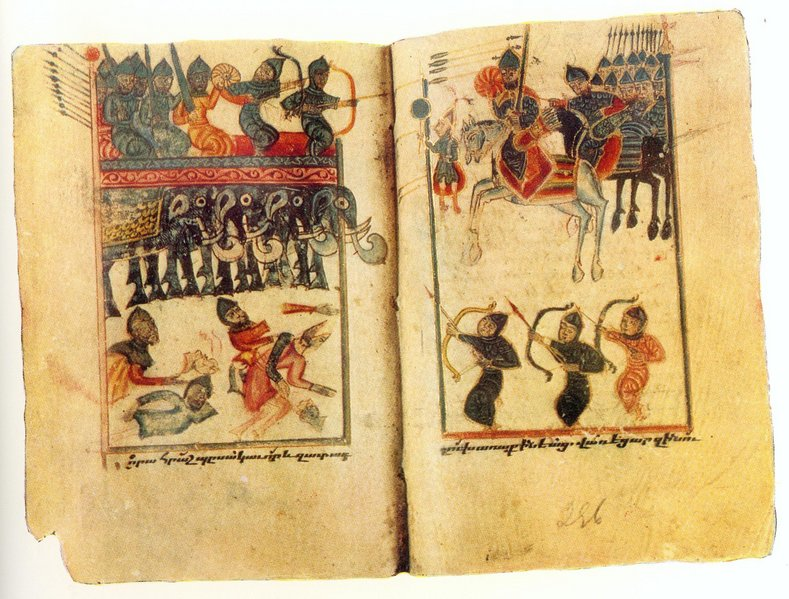
مینیاتور قرون وسطی که فیل‌های جنگی ارتش ساسانیان را نشان می‌دهد

ایرانیان در نبرد گوگمل در سال ۳۳۱ پیش از میلاد از فیل‌های جنگی استفاده کردند. این نبرد میان اسکندر مقدونی پادشاه مقدونیه و داریوش سوم شاهنشاه هخامنشی درگرفت. ایرانیان ۱۵ فیل جنگی تعلیم دیده هندی را در قلب میانی صف جنگی خود جای داده بودند که آنچنان تأثیری بر روی سپاه مقدونی گذارده بودند که شب قبل از نبرد، اسکندر مراسم قربانی برای خدای ترس را به جا آورد. با وجود این، ایرانیان جنگ را باختند و حکومت را به اسکندر واگذار کردند. این فیل‌ها بعدها توسط شاهنشاهی ساسانی تحت نظارت سرپرستی ویژه به نام زند-هاپت معروف به فرمانده هندوها، مورد استفاده قرار گرفتند.